# Dzielec (Beskid Niski)
Dzielec (792 m n.p.m.) – szczyt w głównym grzbiecie wododziałowym Karpat, w zachodniej części Beskidu Niskiego. Przez szczyt (ok. 200 m na południowy wschód od wierzchołka) biegnie granica państwowa polsko – słowacka.
Masyw Dzielca wznosi się w miejscu, w którym grzbiet wododziałowy (a z nim i granica państwowa), biegnący od Przełęczy Tylickiej, zmienia pod kątem prostym kierunek z północno-zachodniego na północno-wschodni. Szczyt leży ok. 3 km na północny wschód od Tylicza i ok. 3,5 km na południowy zachód od Izb. Na szczycie trójnóg triangulacyjny.
Wierzchowina szczytowa płaska, niezbyt rozległa. W odległości ok. 650 m w kierunku północno-wschodnim od wierzchołka Dzielca, również w głównym grzbiecie, oddzielona nieznacznym obniżeniem znajduje się druga kulminacja zwana Czerteż (760 m n.p.m.). Stoki masywu średnio strome, północne i zachodnie mocniej rozczłonkowane dolinami cieków wodnych, południowe gładsze. Stoki po stronie słowackiej całkowicie zalesione, po stronie polskiej w znacznej części pokryte łąkami i polanami, sięgającymi aż po szczyt i wykorzystywanymi dawniej jako pastwiska przez PGR w Mochnaczce Niżnej. 
Z polan szczytowych rozległa panorama: Piękny stąd widok na zach. w kierunku na Huzary i w głębi grupę Jaworzyny Krynickiej oraz na pd. na kotlinę Tylicza, a ku wsch. na Lackową i Busov.
Przez Dzielec prowadzą znakowane szlaki turystyczne:
- polski szlak zielony Wysowa – Przełęcz Pułaskiego (743 m n.p.m.) – Lackowa (997 m n.p.m.) – Przełęcz Beskid nad Izbami (644 m n.p.m.) – Dzielec (szczyt) – Krynica;
- słowacki szlak czerwony, ściśle granicą.